# 노모토 소라
노모토 소라(일본어: 野元空, 1997년 11월 9일 ~ )는 일본 여성 아이돌 그룹인 페어리즈의 전멤버이다.

## 프로필
- 생년월일: 1997년 11월 9일
- 출신지: 가고시마현
- 가족관계: 아버지, 어머니